# 하겐-푸아죄유 방정식
하겐-푸아죄유 방정식(영어: Hagen-Poiseuille equation 또는 Hagen-Poiseuille law) 또는 푸아죄유 법칙(영어: Poiseuille law 또는 Poiseuille equation. 푸아죄유의 법칙)은 1840년 프랑스의 물리학자 장 레오나 마리 푸아죄유(Jean Léonard Marie Poiseuille)에 의해 유도된 방정식으로 관을 흐르는 점성 유체의 유량에 관한 법칙을 말한다. 1839년 독일의 고틸프 하겐(Gotthilf Hagen)이 먼저 발견했기 때문에 하겐-푸아죄유 방정식으로도 불리게 된다.

## 방정식
표준 유체 역학 표기법:
{\displaystyle \Delta p={\frac {8\mu LQ}{\pi R^{4}}}={\frac {8\pi \mu LQ}{A^{2}}},}
여기서
Δp는 양 끝의 압력 차이,
L는 관의 길이,
μ는 유체의 동적 점성(dynamic viscosity),
Q는 부피흐름률(volumetric flow rate),
R는 관의 반지름,
A는 관의 단면적이다.
이 방정식은 관의 입구에서는 유효하지 않다.:{{{1}}}

## 같이 보기
- 관수로
- 층밀림 변형력(shear stress)
- 파레이어스 효과

## 참고 문헌
- 김경호 (2010). 《수리학》. 한티미디어. 398쪽.
- 임진근 외 (2015). 《토목기사 필기 과년도 - 수리수문학》. 성안당. 231쪽.